# Elevator (canción de Eminem)
«Elevator» es el primer sencillo no-oficial del relanzamiento del álbum Relapse, "Relapse: Refill", del rapero estadounidense Eminem, lanzado el 15 de diciembre de 2009. Ese mismo día se lanzó Hell Breaks Loose. La canción fue producida por el mismo.

## Lista de canciones
Sencillos digital de iTunes
| N.º | Título     | Escritor(es)         | Productor(es) | Duración |  |
| 1.  | «Elevator» | M. Mathers, L. Resto | Eminem        | 4:53     |  |

## Músicos
- Eric "Jesus" Coomes – guitarra, bajo
- Mark Batson – teclados
- Dawaun Parker – teclados
- Trevor Lawrence, Jr. – teclados

## Posición en las listas musicales
En la semana que terminará el 2 de enero de 2010, "Elevator" debutó en la posición #67 en el Billboard Hot 100.
| Listas (2009)          | Posiciones |
| ---------------------- | ---------- |
| Canadian Hot 100       | 59         |
| U.S. Billboard Hot 100 | 67         |